# Idun (namn)

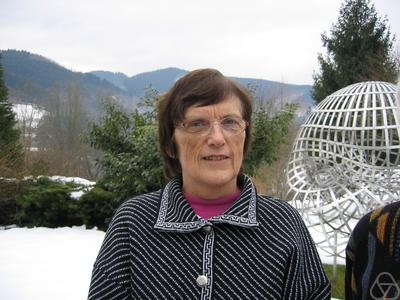
Idun Reiten, 2005.

Idun eller Idunn är ett fornnordiskt mytologiskt namn som betyder evig ungdom. Det äldsta belägget för Idun som dopnamn i Sverige är från år 1819. En annan variant av namnet är Iduna (äldsta belägg: 1812).
I den nordiska mytologin är Idun ungdomens gudinna. Hon är gift med en av Odens söner – skaldekonstens gud Brage. Idun förvaltar den eviga ungdomens äpplen.
Den 31 december 2014 fanns det totalt 896 kvinnor folkbokförda i Sverige med namnet Idun eller Idunn, varav 630 bar det som tilltalsnamn. Motsvarande siffror för Iduna var 7 respektive 1.
Namnsdag: saknas

## Personer med namnet Idun eller Idunn
- Idun Lovén, svensk konstnär
- Idun Reiten, norsk matematiker